# Gril
Pour l'accessoire de joaillerie dentaire, voir Grillz.
Pour le gril costal, voir Côte (os).

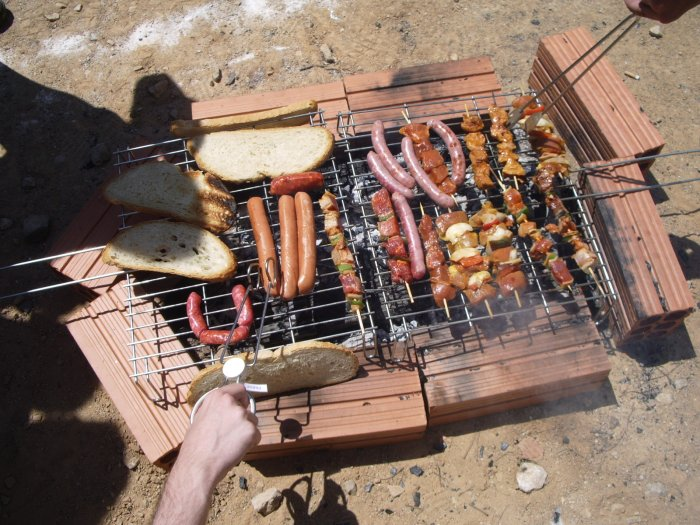
Un gril de cuisson.

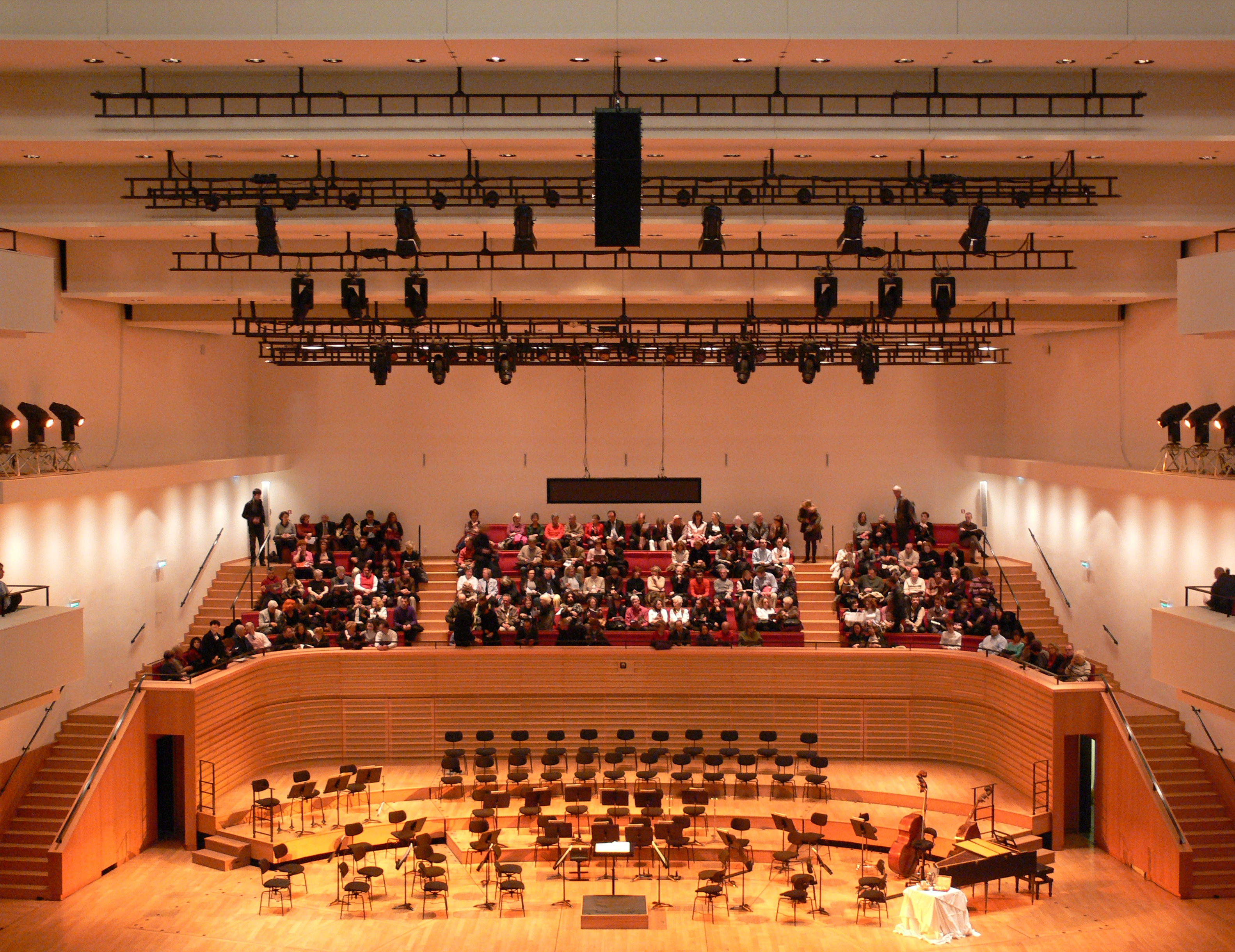
Salle Pleyel à Paris : la salle est pourvue d'un gril métallique constitué de poutrelles traversantes séparées, soutenant le matériel d'éclairage.

Un gril est, principalement, un instrument de cuisine. C'est une grille de métal faite de barres parallèles, parfois entrecroisées, qui sert à griller la nourriture, notamment les viandes ou le poisson. Le mot vient du vieux français « grédil », « greïl », dérivé du latin « craticula », diminutif de « cratis » , une claie, un treillis. Il existe des grils formés de deux grilles qui peuvent se refermer l'une sur l'autre grâce à des charnières, ce qui permet de maintenir la nourriture en place lorsqu'on retourne le gril. Le mot grill, tiré de l'anglais, désigne, lui, le restaurant où l'on mange des grillades.
La forme de l'instrument fait que son nom désigne également, dans le domaine du spectacle, les structures métalliques fixées aux plafonds des scènes ou les constituant, et qui permettent de fixer les projecteurs ou autres accessoires scéniques devant être placés en hauteur. Dans le domaine du théâtre plus particulièrement, le terme désigne un plancher à claire-voie qui forme le sommet de la cage de scène et constitue une partie des cintres.
Dans la cage thoracique, l'ensemble des côtes, indépendamment du sternum et des vertèbres, est appelé le gril costal.

## Histoire

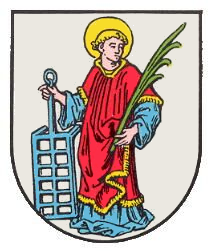
Héraldique : saint Laurent et son gril sur les armes de la ville de Bobenheim.

Le gril est un instrument très ancien puisqu'il s'agirait de l'instrument du martyre de Laurent qui a eu lieu en 258 à Rome. Saint Vincent de Saragosse († 304) aurait été également victime de cette forme de martyre mais rien ne permet d'affirmer la véracité de ces légendes hagiographiques. De cet usage supposé comme instrument de torture, est restée l'expression « être sur le gril ». Jusqu'au XIXe siècle le terme (prononcé /gri/ dans le parler familier) sert à désigner l'instrument de cuisine. À partir de cette époque on le voit employé dans d'autres contextes, pour désigner des structures à claire-voie, notamment les cintres de l'opéra. 
On a longtemps cru que la forme du palais de l'Escurial était inspirée de celle du gril en raison du vœu fait par Philippe II d'élever un sanctuaire au saint et martyr dont la fête coïncide avec celle de la bataille de Saint-Quentin, le 10 août 1557.

## Iconographie chrétienne
On le trouve dans l'iconographie chrétienne comme attribut de saint Laurent, devenu saint patron des cuisiniers.